# Comet (revista)
Comet fue una revista estadounidense de ciencia ficción con formato de encuadernación en rústica publicada en 1940. Fue editada por F. Orlin Tremaine, un escritor especializado en revistas de ciencia ficción que previamente había colaborado en Analog Science Fiction and Fact durante los años 1930. Pese a la experiencia de Tremaine en el medio, la casa editorial H-K Publications canceló su producción menos de un año después del primer volumen; el quinto y último compilatorio fue publicado en julio de 1941 y contiene once historietas. 
La publicación de Comet comprendió un período de siete meses durante los cuales llegó a contar con cinco volúmenes: el primero apareció en el mes de diciembre de 1940. Cada volumen costaba originalmente 20 centavos de dólar, y relataba varias historias de ciencia ficción enfocadas en temas sobre naves espaciales, planetas, el espacio exterior y todo lo relacionado con la astronomía y las ciencias planetarias. Algunos de los volúmenes fueron redactados por escritores notables entre los cuales se incluyen E. E. Smith y Robert Moore Williams.

## Historia
| | Ene | Feb | Mar | Abr | May | Jun | Jul | Ago | Sep | Oct | Nov | Dic |
| --- | --- | --- | --- | --- | --- | --- | --- | --- | --- | --- | --- | --- |
| 1940 |     |     |     |     |     |     |     |     |     |     |     | 1/1 |
| 1941 | 1/2 |     | 1/3 |     | 1/4 |     | 1/5 |     |     |     |     |     |
| Números de la revista Comet hasta 1941. Se muestra en formato volumen/número. El único editor fue F. Orlin Tremaine (amarillo). |     |     |     |     |     |     |     |     |     |     |     |     |

Aunque la ciencia ficción nació a mediados de la década de los años 1920, solo hasta 1926 empezó a consolidarse el género por medio de la revista Amazing Stories, un magacín de ficción pulp publicado por la casa editorial Experimenter Publishing, propiedad del neoyorquino Hugo Gernsback. Para finales de la década de los años 1930, el campo estaba en auge. A finales de 1940, HK Publications, una pequeña compañía editorial de Nueva York cuyo propietario era Harold Brainerd Hersey, decidió publicar una revista sobre temas relacionados con la ciencia ficción. La revista llevaría por nombre Comet e inicialmente se trabajó en una primera serie que saldría al mercado en el mes de diciembre de 1940. Para este proyecto se buscó al editor F. Orlin Tremaine, un escritor muy popular en los años 1930 que se ganó la aprobación de los lectores de ciencia ficción por el trabajo en la revista Analog Science Fiction and Fact.
En aquella época también empezaron a surgir otras revistas de ciencia ficción. Este género estaba en constante crecimiento y se publicaron magacines como Cosmic Stories and Stirring Science Stories de Donald A. Wollheim. Aunque F. Orlin Tremaine y Wollheim eran dos escritores con experiencia y cada uno se ocupaba de los trabajos de edición, Tremaine se enfadó con Wollheim al saber de que otros escritores le ofrecían historietas a su revista. Tremaire le dijo a un colega suyo llamado Isaac Asimov que rechazaba este tipo de donaciones provenientes de otros escritores, porque no era justo con el trabajo de los demás. Sin embargo, Asimov era una de las personas que donaba cuentos aunque nunca lo confesó abiertamente. Finalmente y en retribución a las donaciones, Wollheim envió un dinero a Asimov, aunque este lo consideró innecesario.

## Contenido

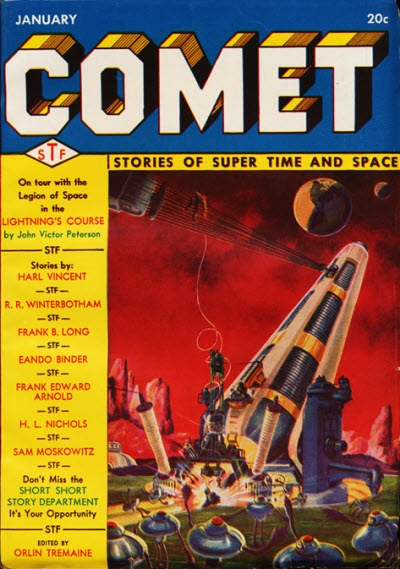
El diseño de portada de la segunda revista estuvo a cargo del estadounidense Frank R. Paul.

F. Orlin Tremaine era un editor experimentado y reconocido en el medio. Durante su permanencia como editor la revista logró cierta aceptación, en parte, por los buenos escritores de aquella época. Entre las historias más conocidas de Tremaine destaca «Vortex Blaster» del escritor estadounidense E. E. Smith; este fue el primer cómic basado en la temática Storm Cloud, más tarde incorporados a un libro. E. E. Smith también trabajó en otras historietas pero estas no se publicaron porque la revista dejó de circular. Un año después, en 1942, estos relatos fueron publicados en la revista Astonishing Stories, propiedad de la compañía Popular Publications. Otras historias bien recibidas fueron «The Street That Wasn't There» de Clifford D. Simak y Carl Jacobi y «Dark Reality» de Robert Moore Williams. Sam Moskowitz, un crítico e historiador conocido en aquella época publicó algunos relatos de ciencia ficción y para la década de los años 1940 conoció a Tremaine. Ambos trabajaron en la historieta «The Way Back» que apareció en la edición del mes de enero de 1941.
Los futurianos, un grupo de neoyorquinos aficionados a la ciencia ficción participaron en la redacción de una historieta. El grupo fue partícipe de la edad de Oro de la ciencia ficción y se destacaron grandes escritores como Isaac Asimov, Frederik Pohl, James Blish, entre muchos otros. El relato «The Psychological Regulator» fue escrito inicialmente por Donald A. Wollheim pero desestimado por el editor Tremaine. A pesar de todo, Tremaire autorizó a Robert A. W. Lowndes y a otros miembros de los futurianos la reescritura de la historieta. Finalmente y después de varios intentos por mejorar el relato, el escritor Cyril M. Kornbluth terminaría la obra, publicándola en la edición de marzo de 1941.
La primera edición fue publicada en 1940 bajo la dirección de F. Orlin Tremaine. Contó con la participación de varios autores y escritores de ciencia ficción como Clark Ashton Smith en «Primal City», Eando Binder en «Momus' Moon», Robert Moore Williams en «Lord of the Silent Death», etcétera. El peruano Leo Morey estuvo a cargo del diseño de portada de la primera, segunda y tercer revista, en la portadas se ilustran planetas con habitantes, montañas, lagos naves espaciales, astronautas y objetos voladores no identificados. Todas las revistas describen a los autores de las historietas, así como también, las fechas, el precio y el título «Stories of Super Time and Space» a excepción de la última tirada que solo muestra tres escritores.

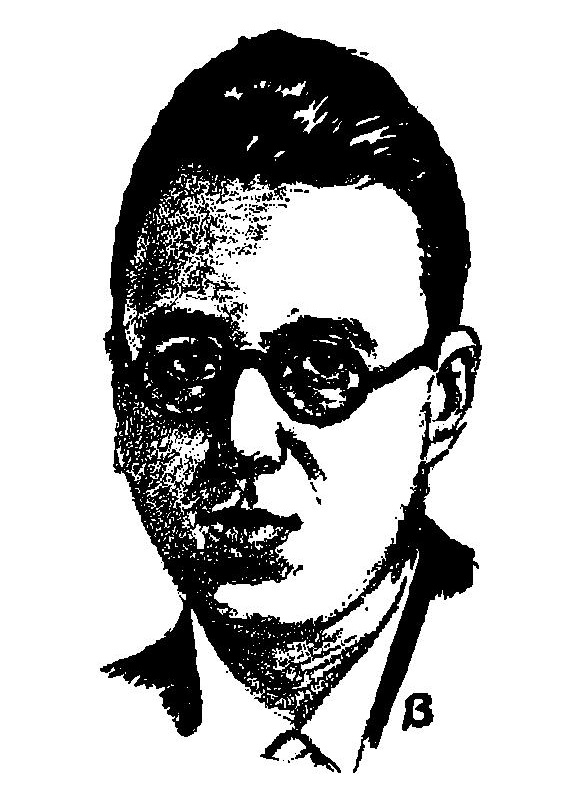
Stanton A. Coblentz, quien participó en la tercera revista.

La segunda revista salió al mercado en enero de 1941 y presentaba ocho historietas. En ella participaron escritores como Frank Belknap Long en «The Vibration Wasps», el ya citado Eando Binder en «And Return», el crítico e historiador Sam Moskowitz en «The Way Back» y otros más de la época. El diseño de la portada fue obra de Frank R. Paul, miembro del Salón de la Fama de la Ciencia Ficción; también fue el responsable del diseño de la cuarta revista. La tercera salió al mercado en marzo, con la participación de Robert Moore Williams en «Dark Reality», el poeta Stanton A. Coblentz con «Headhunters of Nuamerica», Ross Rocklynne en «The Immortal». El decano de la ciencia ficción, Jack Williamson también formó parte del elenco de autores con «The Star of Dreams», una historia que trata sobre «una mujer que no envejece y vive en el espacio».
El quinto magacín salió en el mes de julio con otras once historias. Este contó con la colaboración de personalidades destacadas en el medio como E. E. Smith en «The Vortex Blaster»; Smith fue incluido en el Salón de la Fama de la ciencia ficción y ganó el premio Gran Maestro Damon Knight Memorial; la historia relata las aventuras de Storm, un superhéroe que se convierte en el personaje más destacado de la galaxia con la ayuda de sus amigos Lensman y The Observer. Otros relatos como «The Devil's Asteroid», del estadounidense Manly Wade Wellman, acreedor del premio Mundial de Fantasía, «The Street That Wasn't There» de Carl Jacobi y Clifford D. Simak, este último premiado con el Gran Maestro, «The Sky Trap» de Frank Belknap Long, «A World is Born» de la autora y guionista Leigh Brackett y «The Indulgence of Negu Mah» de Robert Arthur también formaron parte de esta última entrega, entre otros.

## Especificaciones
Comet fue impresa en formato de encuadernación en rústica a bajo costo y de consumo popular. Cada revista se componía de 128 páginas, con un precio que no excedía los 20 centavos y todos los temas fueron editados por F. Orlin Tremaine. 
Inicialmente, la frecuencia de la revista era mensual pero desde la segunda edición cambió a bimensual. Las cuatro primeras ediciones llevaban por subtítulo «Stories of super time and space».

### Volúmenes
| Año  | Volumen | Contenido      | ISBN           |
| ---- | ------- | -------------- | -------------- |
| 1940 | Primer  | 10 historietas | 978-1936720705 |
| 1941 | Segundo | 8 historietas  | 978-1506199412 |
| 1941 | Tercer  | 9 historietas  | 978-1507503959 |
| 1941 | Cuarto  | 9 historietas  | 978-1936720712 |
| 1941 | Quinto  | 11 historietas | 978-1507506059 |